# W.S. Holland
W. S. Holland, detto Fluke (Saltillo, 22 aprile 1935 – Jackson, 23 settembre 2020) è stato un batterista statunitense, di musica country e rockabilly ricordato come membro del gruppo musicale Tennessee Three con Johnny Cash.

## Biografia
Holland iniziò la propria carriera musicale nel 1954 come batterista di Carl Perkins alla Sun Records. Suonò la batteria nell'incisione del 1955 del pezzo Blue Suede Shoes e si esibì in studio insieme al "Million Dollar Quartet" nell'estemporanea sessione che vide coinvolti Elvis Presley, Jerry Lee Lewis, Carl Perkins, e Cash. Nel 1957 apparve con la band di Carl Perkins nel film rock and roll Jamboree, nell'esecuzione di Glad All Over. Nel 1960 W.S. entrò a far parte dei Johnny Cash and the Tennessee Two che divennero quindi The Tennessee Three. Suonò in quasi tutti i più grandi successi di Cash, inclusi Folsom Prison Blues, I Walk the Line e Ring of Fire, e fu il primo batterista a suonare un set completo di batteria al Grand Ole Opry presso il Ryman Auditorium. W.S. rimase con Cash fino al 1997 quando Johnny fu costretto a ritirarsi a causa di vari problemi di salute. Fu Cash a dare a W.S. Holland il soprannome "Father of the Drums" ("padre delle batterie"). Holland è stato introdotto nella Rockabilly Hall of Fame.